# Cycloctenus agilis
Cycloctenus agilis là một loài nhện trong họ Deinopidae.
Loài này thuộc chi Cycloctenus. Cycloctenus agilis được miêu tả năm 1979 bởi Raymond Robert Forster.